# Crypsithyris miranda
Crypsithyris miranda is een vlinder uit de familie echte motten (Tineidae). De wetenschappelijke naam van deze soort is voor het eerst geldig gepubliceerd in 1966 door Gozmány.
De soort komt voor in tropisch Afrika.